# Paul Jones (boxe anglaise)
Pour les articles homonymes, voir Paul Jones et Jones.
Paul Jones est un boxeur anglais né le 19 novembre 1966 à Sheffield.

## Carrière
Passé professionnel en 1986, il devient champion du monde des super-welters WBO le 22 novembre 1995 après sa victoire aux points face à Verno Phillips. Jones laisse son titre vacant quelques mois plus tard sans le défendre. Il met un terme à sa carrière en 2002 sur un bilan de 31 victoires, 12 défaites et 1 match nul.

## Référence
1. ↑  (en) Verno Phillips vs. Paul Jones (boxrec.com)